# 十六酰胺乙醇
十六酰胺乙醇（Palmitoylethanolamide，縮寫PEA），又名棕榈酰胺乙醇，是一種內源性脂肪酸酰胺 ，屬於核转录因子激動劑的一類。 PEA已被證明可與細胞核的一種受體（核受體）結合，對於多種慢性疼痛和炎症相關的生物學功能產生影響，是一種天然的抗炎劑。十六酰胺的主要作用目標被認為是過氧化物酶體增殖物激活受體α（PPAR-α）。

## 參看
- N-脂肪酰基乙醇胺
- N-酰基磷脂酰乙醇胺